# Cebiche
El cebiche, ceviche o sebiche és un plat típic de la gastronomia de diversos països de Llatinoamèrica, fonamentalment a la costa de l'oceà Pacífic, és a dir, la gastronomia del Perú, la gastronomia de Xile, etc. A més, el cebiche es menja també a diversos països d'Amèrica Central (Costa Rica, Guatemala…) i a l'Amèrica del Nord (Mèxic). De tots aquests països a Perú es considera aquest plat com a patrimoni cultural de la nació convertint-se en un dels símbols de la gastronomia peruana.
La base d'aquest plat està formada per peix o marisc cru al qual s'afegeix algun cítric com la taronja agra, llimona àcida o aranja. Aquests cítrics s'encarreguen de la desnaturalització de les proteïnes del peix modificant la textura i color donant-li un aspecte de plat cuinat. A més a més, acostuma a estar acompanyat d'altres ingredients com la ceba, ají, coriandre, blat de moro i alvocat.
Cada país presenta la seva pròpia versió del cebiche amb ingredients i tècniques regionals que fan que sigui únic. Per exemple, el cebiche al Perú és famós pel seu ají groc i "llet de tigre"; a Mèxic acostuma a portar alvocat i a l'Equador es caracteritza per la seva preparació amb tomàquet i salsa de cacauet.

## Història i origen
Els inicis del cebiche avui en dia continuen sent incerts, tot i això, hi ha teories sobre el seu origen i com van variar els seus components a mesura que s'anaven incorporant noves cultures.
Es creu que el seu origen prové dels avantpassats dels inques. Les poblacions indígenes marinaven el peix cru utilitzant fruites com el "tumbo" i la xirimoia en les costes peruanes.
Durant l'expansió de l'imperi inca es va produir un intercanvi de tècniques culinàries entre les diferents regions. Tot i això, no hi ha evidències de l'existència del cebiche en l'època dels inques. Hi ha la hipòtesi que el fet de marinar el peix amb fruites àcides només formava part de les tradicions culinàries d'aquella època.
L'arribada dels conquistadors espanyols en el segle XVI va comportar la introducció dels nous ingredients com per exemple els cítrics i les cebes. Un dels cítrics que van introduir va ser la llimona que com hem comentat s'encarrega de donar al peix un aspecte de cuinat.
Durant el segle XX el cebiche es va anar consolidant en la gastronomia peruana fins ara que es considera un plat emblemàtic del Perú.
Com veiem la història del cebiche és un clar exemple d'adaptabilitat i fusió de les tradicions culinàries al llarg del temps.

## Variants del cebiche
El cebiche és un plat molt versàtil que segons la zona geogràfica que ens trobem presentarà moltes variacions pel que fa als ingredients com a les guarnicions.

#### Perú

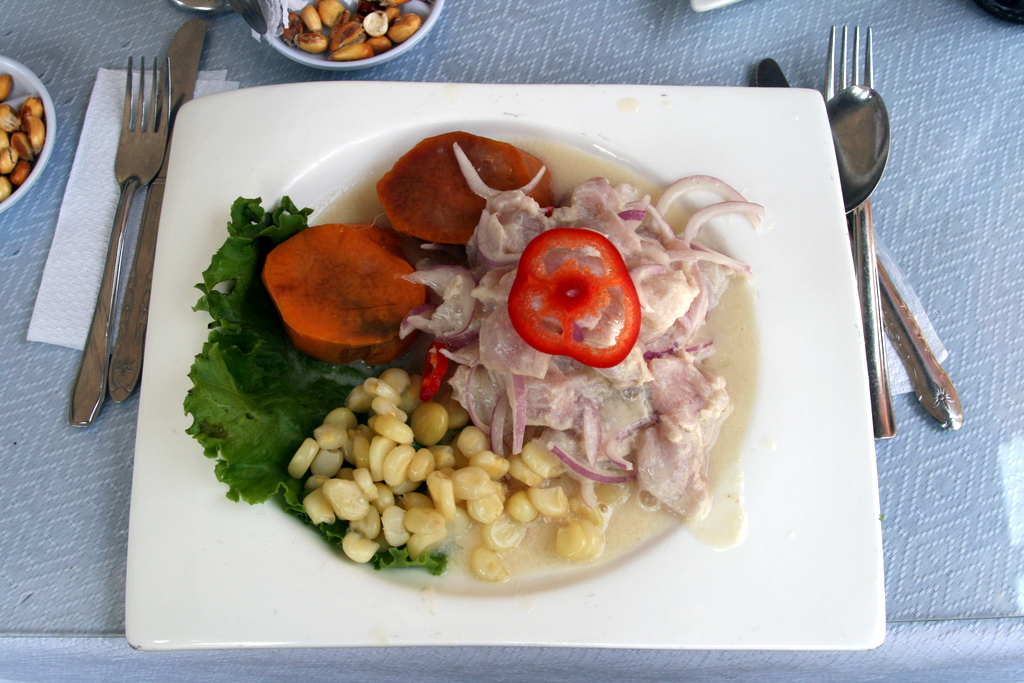
Cebiche peruà

Dins de la mateixa regió del Perú també es presenten variacions del plat; tot i això, trobem una sèrie d'ingredients bàsics.
En primer lloc, trobem el peix que acostuma a ser corball, llenguado o mero aquest es talla en trossos petits. També s'afegeix llimona i ceba. Es poden incorporar altres ingredients com el coriandre o el blat de moro. Com a guarnició podem afegir batata que aquesta s'encarrega d'equilibrar i suavitzar el plat.
Un element que fa únic aquest plat és la "llet de tigre". Consisteix en caldo de color blanc que es forma a partir de la barreja del ají, coriandre, suc de llimona i el caldo del peix.

#### Equador

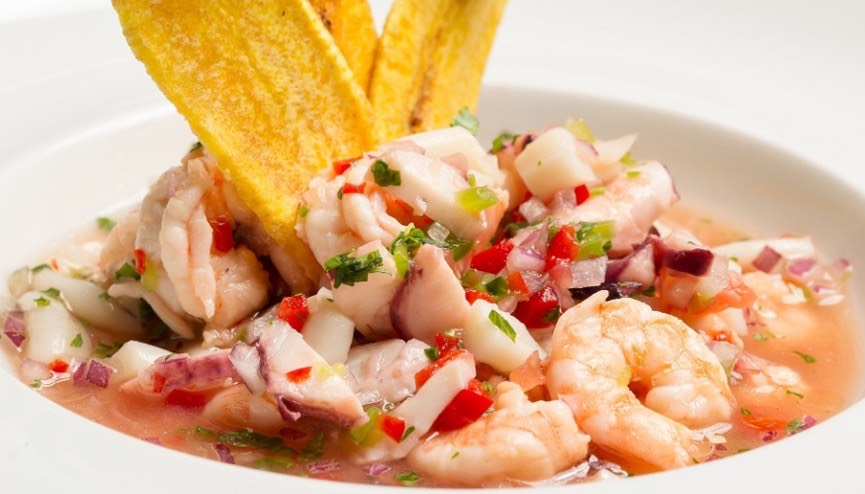
Cebiche equatorià

El cebiche equatorià és una de les variants que reflecteix la diversitat gastronòmica de l'Equador.
La diferència que trobem amb el cebiche peruà és que en aquest presenta molt més caldo i ens recorda a una sopa freda. A més a més, l'ingredient principal són les gambes i no el peix.
El caldo que presenta es realitza amb tomàquet, ceba, coriandre i llimona. El tomàquet s'encarrega de donar frescor i color al cebiche, el coriandre aporta frescor i un gust característic i, la llimona s'encarrega de desnaturalitzar les proteïnes de les gambes.
Com a acompanyant s'acostuma a afegir unes xips de plàtan verd o blat de moro torrat.

#### Xile

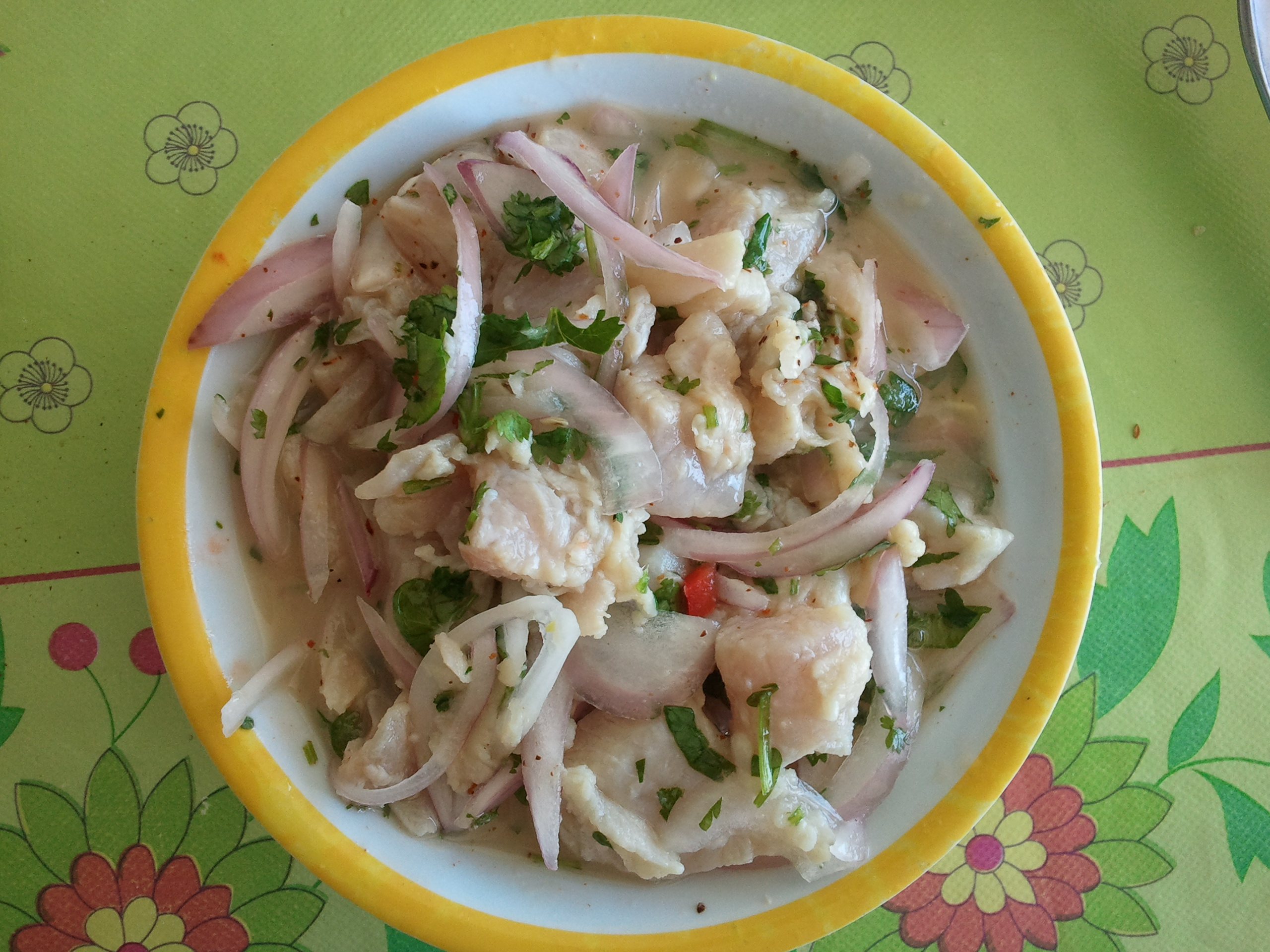
Cebiche xilè

La preparació és molt similar a la del Perú. Podem diferenciar-lo del peruà pel seu toc picant i perquè el peix s'acostuma a tallar en trossos molt més petits. A més a més, la ceba que habitualment utilitzen la ceba espanyola.
D'altra banda, cal destacar que en Xile no s'utilitza sovint la terminologia de cebiche sinó que acostumen a anomenar-lo "marinat".

#### Amèrica Central i Colòmbia
Podem destacar una nova manera de presentació del cebiche en la que se serveix en una fulla d'enciam o en galetes salades. Això, ho trobem en El Salvador, Hondures, Mèxic, Costa Rica, Nicaragua, Panamà i Guatemala. A Colòmbia generalment es prepara amb gambes.
Ambdues regions es troben influenciades per sabors tropicals i la disponibilitat del marisc fresc. Això, ho podem veure reflectit en la seva preparació.

## Preparació
Els productes marins crus i llestos per a menjar tenen el potencial d'estar contaminats amb patògens transmesos pels aliments. És molt important una bona manipulació del producte quant a la higiene per evitar la contaminació d'aliments lliures de microorganismes en el moment de la preparació.
Per a la seva consumició, el peix cru es marina. És un plat molt senzill d'elaborar, el qual es basa en l'ús de la llima per al marinatge o per a "cuinar" el peix cru. Els ingredients bàsics són el peix blanc (els més recomanats són la perca i llenguado), sal, ceba morada, ''ají'' (pebre molt picant, el ''rocoto'') i llima. La guarnició varia segons el país, però el més comú és el moniato, cancha (blat de moro torrat), iuca i coriandre.

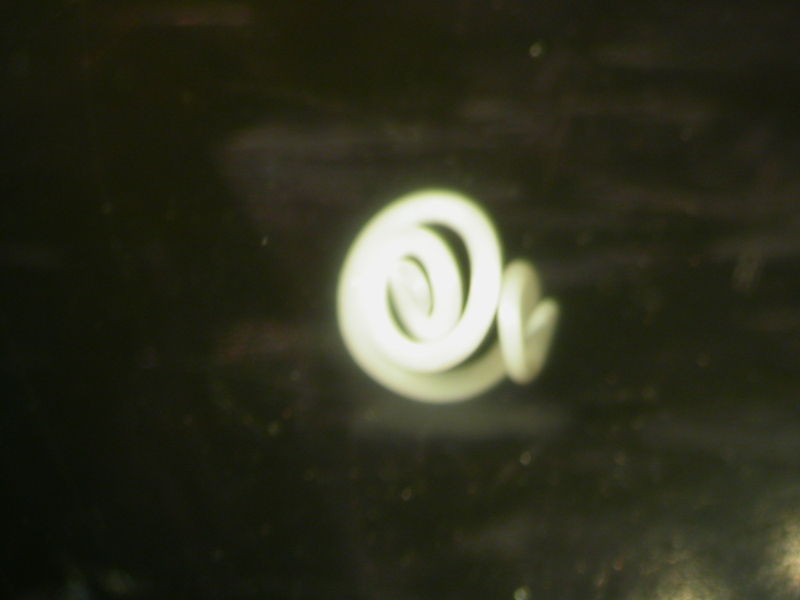
Micrografia dAnisakis

Per a reduir la incidència de malalties zoonòtiques, en la preparació es fa un tractament tèrmic congelant el peix que es vagi a usar almenys 24 hores abans de l'elaboració del plat. Aquest pas es fa perquè el peix que es consumirà estarà cru o semicru. Un dels principals microorganismes que s'eliminen en aquest pas son els Anisakis. S'afegeix la llima per "cuinar" el peix i es deixa uns 10 minuts fins que s'observa un canvi de color blanquinós a la superfície i canvia la textura, raó per la qual no es deixa molta estona i es consumeix a l'instant, ja que aquesta canviaria massa. El cítric actua sobre les proteïnes del peix, desnaturalitzant-les i fent que adquireixin altres propietats. Després s'afegeix la resta d'ingredients i ja està llest per al seu consum, és un plat que es menja fred. La barreja de tots els ingredients en el suc de la llima es diu "llet de tigre", de sabor picant i àcid. El seu consum és conegut com a esmorzar després de la vida noctàmbula, comunament anomenat "levanta muertos".

## Microorganismes i higiene alimentària del cebiche
La higiene alimentària engloba tots els procediments que ha d’haver-hi durant la producció, manipulació, transport, conservació i emmagatzematge d’un aliment. Aquests procediments tenen com a objectiu evitar el consum d’aliments que puguin estar contaminats, especialment per microorganismes o els seus derivats. La presència de microorganismes en un aliment pot tenir un origen intrínsec al mateix aliment, però també hi pot haver una contaminació encreuada durant el processament o la preparació. Existeixen quatre factors molt importants pel que fa a la higiene alimentària que s'han de controlar per a minimitzar al màxim les possibles contaminacions dels aliments; la temperatura dels aliments, la desinfecció de les zones on es treballa, la manipulació i les condicions d’emmagatzematge.
En el cas del cebiche aquesta possible contaminació és encara més evident, ja que, com que és un plat que es prepara amb peix cru, té més risc de ser contaminat per microorganismes; sigui per la seva manipulació o per la mateixa producció dels ingredients.Si es consumeix un aliment contaminat es poden desenvolupar malalties de transmissió alimentària, que poden ser causades per molts microorganismes diferents com: Escherichia coli, Salmonella spp., Staphylococcus aureus, Listeria monocytogenes entre d'altres.

### Microorganismes i malalties derivades

##### Coliforms totals
Es tracta d’un grup de bacteris que es caracteritza per la capacitat de fermentar la lactosa amb producció de gas quan es troben a 37 °C i s'incuben durant 24 hores. Tots els microorganismes que estan dins d’aquest grup pertanyen al grup Enterobacteriaceae, entre els que podem destacar els gèneres Escherichia, Citrobacter, Klebsiella i Enterobacter.

##### Escherichia coli:

Micrografia d'un clúster dE.coli

Escherichia coli és un bacteri que es troba en el sistema digestiu de molts animals, inclosos els humans. Normalment, no causa malalties quan es troba de manera normal a la microbiota dels individus, però en certs casos poden ser indicatius de contaminació fecal, de l’aigua o en algun pas del processament de l’aliment. Així, existeixen alguns serotips que poden provocar malalties i símptomes com diarrea, colitis hemorràgica o insuficiència renal o fins i tot causar una insuficiència renal crònica que pot ser mortal en alguns casos. La presència d’aquest microorganisme en els aliments com el cebiche pot ser deguda a una mala manipulació de l’aliment i a una falta d’higiene per part del personal que el prepara, sobretot perquè és un aliment que es menja cru.
La detecció d’aquest tipus de microorganisme en mostres d’aliment se sol fer per recompte d’unitats formadores de colònies (UFC/ml) en una placa amb un medi específic com pot ser l’agar M-FC, que promou el creixement d’aquests tipus de bacteris i diferenciar-los per la capacitat de fermentar la lactosa.

#### Salmonella spp.
Salmonella spp. és un gènere de microorganismes pertanyent a la família Enterobacteriaceae que se sol trobar de manera normal a l’aparell digestiu d’aus i mamífers sans.  Tanmateix, pot arribar a contaminar altres aliments, com el cebiche, per diferents mecanismes com pot ser la contaminació creuada durant el processament dels ingredients d’aquest plat. Poden infectar diferents espècies d’animals i entre ells als humans. Es tracta de bacteris gramnegatius, que no solen fermentar la lactosa, però sí la glucosa, són anaeròbics facultatius i poden reduir el nitrat a nitrit. Si s'ingereix amb un aliment contaminat pot produir salmonel·losi on els símptomes apareixen entre 8 i 48 hores després de la ingesta.Els símptomes habituals solen ser mal de cap, calfreds, vòmits, diarrea i febre.Tot i que la malaltia es pot curar sense tractament pot continuar havent-hi presencia del microorganisme durant setmanes o fins i tot mesos després de la infecció.
La detecció d’aquest microorganisme se sol dur a terme mitjançant diferents passos: primer es fa un preenriquiment de la mostra en un medi no selectiu, després es fa un enriquiment en un medi selectiu i les colònies obtingudes se sembren en un medi sòlid també selectiu, del qual s'agafen les colònies sospitoses de ser Salmonella per a fer una confirmació serològica per a aquest microorganisme.

#### Staphylococcus aureus:

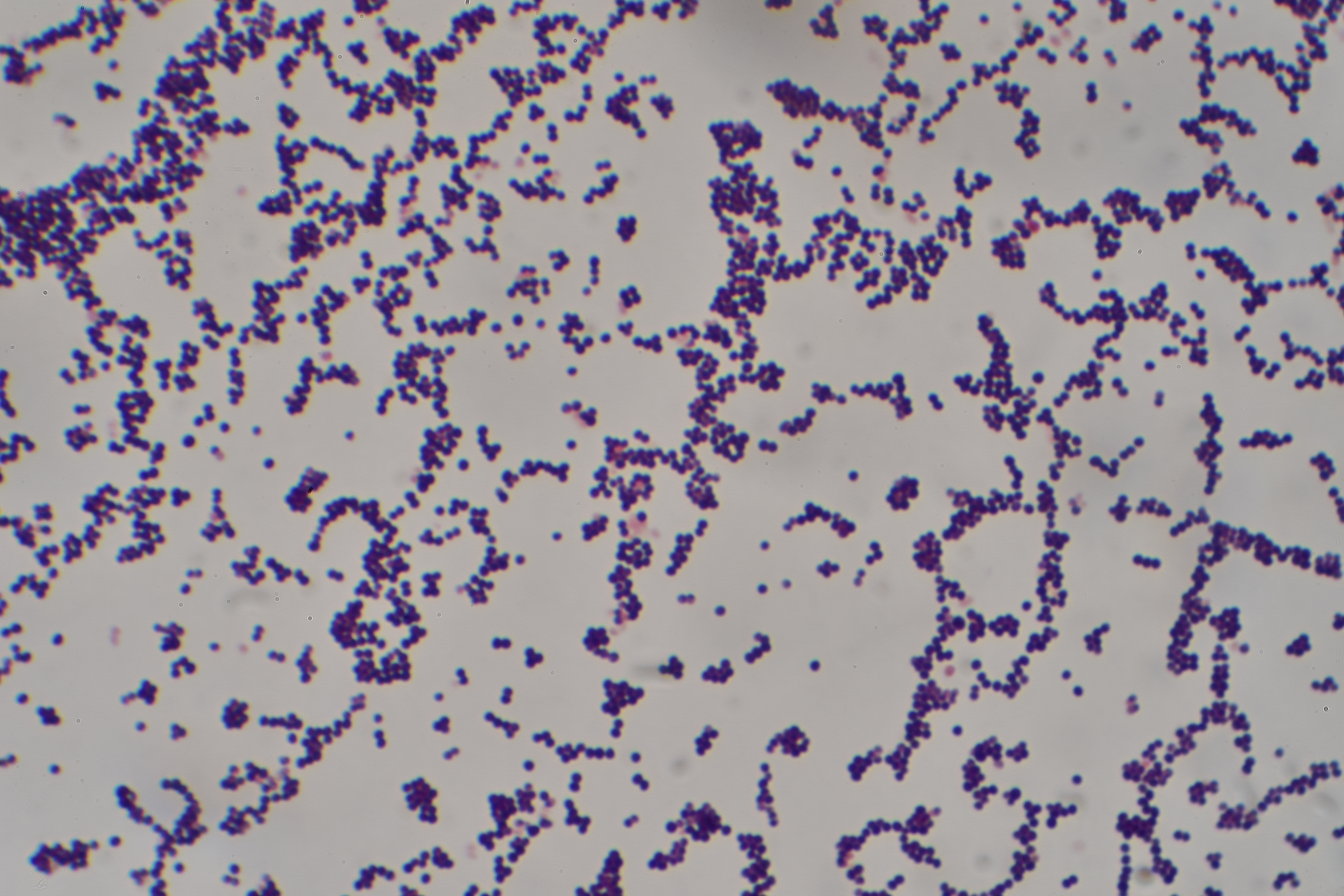
Tinció de gram (positiu) d'una mostra de Staphyloccocus aureus

Staphylococcus aureus és un bacteri que es pot trobar de forma natural en diferents animals i en un percentatge important de la població humana. És un bacteri grampositiu, anaerobi facultatiu, és catalasa i coagulasa positiu i a més, existeixen soques que són productores d’unes proteïnes petites anomenades enterotoxines estafilocòcciques. Aquestes toxines són resistents a la calor i quan un aliment està contaminat per aquest microorganisme poden ser les causants d’una intoxicació i de símptomes més o menys greus. S. aureus pot provocar símptomes a la pell, al teixit tou i intoxicacions per les toxines mencionades anteriorment. Entre els símptomes destaquen les nàusees, vòmits, dolor abdominal i diarrea, que solen ser causats per la intoxicació per l'enterotoxina. Aquesta contaminació se sol poder evitar amb el tractament per calor dels aliments, però, com que el cebiche es menja marinat, sense cuinar, és més probable que es produeixi una contaminació. Aquesta, sol ser deguda a la mala higiene dels estris o del personal que tracten els ingredients i, per tant, se sol donar una contaminació creuada.
Per a la detecció d’aquest microorganisme existeixen dos medis de cultiu que s'utilitzen tradicionalment; medi Manitol-sal i medi Baird-Parker. Aquests medis són selectius i diferencials per a l’aïllament de S. aureus.El que se sol fer és fer una sembra en superfície a diferents concentracions en aquestes plaques, s'incuben a 37 °C durant 24 hores i després s'analitzen els resultats en cadascuna.

## Riscos per a la salut pública
Els riscos per a la salut pública i pels consumidors de cebiche són a causa de la contaminació prèvia del peix o per la mala preparació, emmagatzematge o transport d’aquest. Ja que el cebiche és principalment peix cru, és un aliment amb alt risc d’estar contaminat per microorganismes o certs patògens. Aquest fet produeix la necessitat de fer servir tractaments clínics a les persones infectades, entre ells antibiòtics i poden arribar a causar la mort.
Les malalties transmeses a través d’aliments són un problema sanitari i econòmic greu en l'àmbit mundial. A causa d’això, l’any 2000, els estats membres de l'OMS (Organització Mundial de la Salut) recomanaren la innocuïtat alimentària com a paper fonamental per a la salut pública. En general, els bacteris relacionats amb aquestes malalties transmeses a través d’aliments són les que podem trobar també al peix cru del cebiche. Trobem individus afectats per microorganismes ingerits a través del peix cru sobretot a Sud-àfrica, Amèrica, Europa, la Xina i a l’est d’Àsia. L’augment de la importació de productes alimentaris als mercats internacionals, la disponibilitat dels viatges internacionals i l'expansió constant del moviment de les poblacions incrementen el risc d'exposició i infeccions de les poblacions arreu del món.
Es produeixen infeccions quan s'ingereixen aliments contaminats o en mal estat que contenen grans quantitats de microorganismes. Aquests arribarien al tracte intestinal i afectarien les funcions d’aquest, causant diarrea o altres problemes més greus. Depenent del microorganisme i de la quantitat ingerida la gravetat del problema serà diferent. Els primers símptomes de la infecció es començarien a mostrar a partir de les 6 hores de la ingesta fins a les 48 hores. El risc d’infecció és per la presència del microorganisme o en alguns casos per la presència de toxines provinents del microorganisme, per exemple les toxines de Staphylococcus aureus.
Les persones més vulnerables a infeccions d’aquest tipus són: lactants, nens petits, les embarassades, persones majors i persones amb malalties subjacents.
Els símptomes més comuns causats per la ingesta d’aquests paràsits que podem trobar en el cebiche són nàusees, vòmits, reaccions al·lèrgiques fortes i úlceres gàstriques.

## Riscos per a les dones embarassades
A les dones embarassades se’ls aconsella evitar el consum de peix cru o mariscs a causa del risc que té de contaminació per bacteris, paràsits i substàncies tòxiques que podrien afectar el desenvolupament del fetus i la salut de la mare.
La resposta inicial que es produeix quan es dona la infecció és l'activació del sistema immune, en embarassades alguns casos com els d'Anisakis poden arribar a causar una resposta aguda que pot provocar una reacció forta i severa, com l'anafilaxi, que podria arribar a causa la mort de la mare i el fetus. Altres efectes més lleus que podria tenir són anèmia, mal nutrició, supressió de respostes del sistema immune facilitant altres infeccions, problemes en el creixement del fetus, infecció fetal i de la placenta, parts prematurs, entre d'altres.
Un exemple de casos greus d’infecció en dones embarassades és la infecció amb Listeria monocytogenes. Trobem que en aquestes el risc de patir infecció augmenta un 18% comparat amb la resta de la població. Aquestes infeccions poden no presentar símptomes o experimentar malestars lleus, com febre, malestar general, dolor muscular o mal de cap. En el cas del fetus o nounat la gravetat de la listeriosi augmenta considerablement, resultant en avortaments espontanis, parts prematurs, infeccions del sistema nerviós central, desenvolupament de septicèmia i, en casos extrems, la mort causada per la disfunció del sistema immune.

## Brots i casos concrets
Cas d'anisakiosi a Buenos Aires, Argentina.
L'11 d'agost del 2018, un home de quaranta-quatre anys de Buenos Aires, a l'Argentina, va ser ingressat al servei d'emergències portant una larva blanquinosa i vermellosa de 5 cm de llarg. Va explicar que havia preparat i consumit "cebiche" amb lluç i llenguado comprats a la mateixa botiga. Durant aquella setmana, va experimentar símptomes respiratoris i congestió nasal i, més tard, va expulsar una larva vomitant després de sentir una “sensació estranya” a la gola (“síndrome de picor a la gola”).
Aquesta larva es tractava d’una larva anisakis. Els més comuns que es troben en els humans són: Anisakis simplex complex, Pseudoterranova decipiens complex i Pseudoterranova cattani.
L'anisakiosi té al voltant de 20.000 casos notificats fins a la data, la gran majoria (90%) al Japó (sushi i sashimi). Però també podem trobar-la als Països Baixos i a l'Amèrica Llatina (cebiche).
La infecció humana es produeix quan es consumeixen peix cru contaminat amb larves. Aquestes larves d’anisakis s'adhereixen a la mucosa del tracte gastrointestinal o envaeixen els teixits. Les larves a vegades migren cap amunt per l'esòfag i s'adhereixen a la gola, provocant tos o picor. En aquest cas, les larves poden ser expectorades o passades en les femtes. Quan les larves penetren la paret de l'estómac, poden provocar gastritis, amb dolor epigàstric intens, diarrea, nàusees i vòmits. Els símptomes solen desenvolupar-se en les 48 hores posteriors a la ingesta de les larves. De vegades poden ocórrer reaccions anafilàctiques.
També podem trobar casos concrets d’infeccions per anisakis a Xile, el primer cas va ser descrit l'any 1976 i des d'aquell moment fins al 2007 es varen reportar 28 casos diferents.
Vibrio cholerae a Mèxic
A l'hora de preparar el cebiche per al consum el que es té en compte és que aquests productes han estat en contacte amb suc de llimona durant molt de temps, per tant, serien segurs pel consum. No obstant això, l'alt contingut proteic del peix i el marisc cru tenen una gran capacitat de neutralització i, en conseqüència, el pH només té un efecte limitat sobre la població microbiana. A Mèxic sovint es ven sense refrigerar per venedors ambulants, que el poden tenir exposat fins a sis hores. S'ha demostrat que alguns patògens poden sobreviure al cebiche en aquestes condicions.
Per aquest motiu, es va fer un estudi de la qualitat del cebiche que comercialitzaven els venedors ambulants en comparació al que es venia en restaurants a Mèxic i, els resultats foren que un 11% del cebiche obtingut dels venedors ambulants i un 6% dels restaurants van ser positius per V. cholerae.
Tant en el peix fresc com en el cebiche, la freqüència d'aïllament de V. cholerae va ser més elevada durant els mesos d'estiu.
Salmonella a Guadalajara
Amb la finalitat de conèixer el risc de salmonel·losi associat al consum de cebiche, es va dur a terme una enquesta durant un any per estimar el grau de contaminació per Salmonella del cebiche venut en comerços i en parades ambulants als carrers.
Els percentatges de mostres amb Salmonella entre establiments fixos i venedors ambulants eren similars, possiblement degut als mateixos factors de risc. Aquesta contaminació dels aliments es va veure que podia ser a causa d’excrements de malalts o portadors asimptomàtics, i poden causar brots de gastroenteritis. També es podria haver donat la contaminació a les zones de captura on hi ha aigües residuals, als vaixells de pesca i durant el seu processament . En condicions de temperatura inapropiada, aquest bacteri pot començar a créixer.

## Normatives i prevenció
A l'Unió Europea se segueix el reglament 852-2004 per a la higiene d’aliments. Indica la normativa a seguir en diverses àrees per a garantir la seguretat i qualitat d’aliments en tot el procés de producció, manipulació i comercialització, donant gran importància als productes d’origen animal. És una política d’higiene única i general per a tots els aliments i empreses alimentàries i l’ús de bones tècniques per garantir la seguretat alimentària durant totes les etapes d’elaboració.

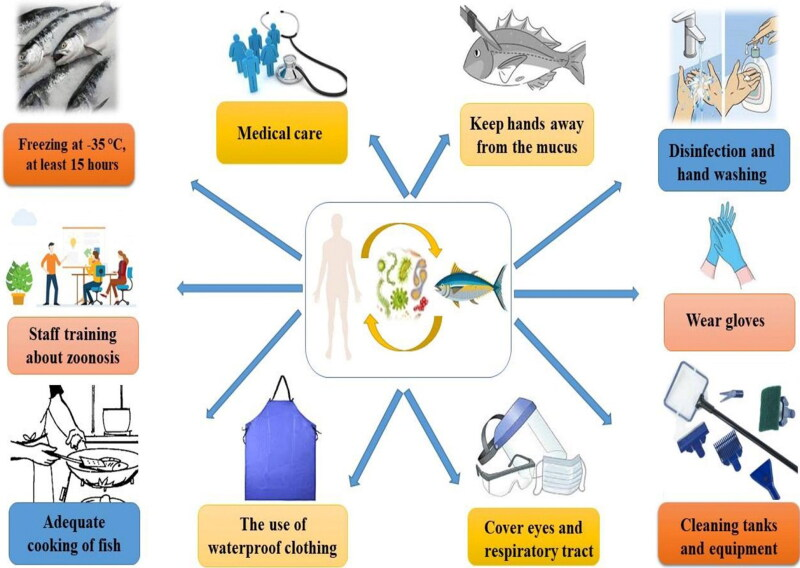
Esquema mètodes control per a la prevenció de malalties zoonòtiques

És molt important un bon etiquetatge que contingui tot el necessari per al consumidor, com la data de caducitat, condicions d'emmagatzemament i origen del peix. Això es relaciona amb la traçabilitat del producte per a garantir una circulació lliure dels aliments en l'àmbit Europeu. Permet una ràpida identificació de la font de contaminació i implementar mesures correctores al llarg de tota la cadena de subministrament, retirant els productes en cas de problemes de seguretat. Tot això comporta garantir una bona pràctica de manufactura i procediments operatius estàndards de sanejament.
Tenint en compte el risc potencial de transmetre paràsits zoonòtics de peixos, a través de peixos i productes de peix cru o poc cuinats, l'Unió Europea va fer obligatori el tractament de congelació per als productes de peix. Els agents microbians al peix poden augmentar els problemes de salut pública.
El comportament personal i social és molt important. Les malalties derivades de peixos no es limiten a països subdesenvolupats. Encara que tinguem medis i mètodes, no ens assegurem de no trobar patògens i, per això, necessitem anàlisis preventives i correctores. Factors com el coneixement econòmic del mercat internacional, la demanda, canvis demogràfics i transport són les causes principals que fan molt importants aquestes malalties alimentàries molt destacades als països desenvolupats.
A Catalunya, dins de l'Agència Catalana de seguretat alimentària, hi ha creada una Comissió de la seguretat del peix i productes de la pesca per a complir totes les normatives i per a garantir la qualitat i seguretat del consum del producte.